# Amt Altenbeken
Das Amt Altenbeken war bis 1974 ein Amt im Kreis Paderborn in Nordrhein-Westfalen. Seine historischen Vorgänger waren das Amt Lippspringe sowie der Kanton Lippspringe.

## Der Kanton Lippspringe
Das Gebiet des Amtes Altenbeken gehörte bis zu den Napoleonischen Kriegen zum Hochstift Paderborn und von 1803 bis 1807 erstmals zu Preußen. Nachdem das Gebiet 1807 an das Königreich Westphalen gefallen war, wurden neue Verwaltungsstrukturen nach französischem Vorbild geschaffen; meistens ohne Berücksichtigung historischer Gebietsgrenzen. Zum Kanton Lippspringe gehörten die Stadt Lippspringe sowie die Gemeinden Benhausen, Marienloh, Neuenbeken und Stukenbrock. Im Jahre 1810 hatte der Kanton Lippspringe 3461 Einwohner. Der Kanton gehörte zum Distrikt Paderborn im Departement der Fulda des Königreichs und fiel 1813 an Preußen. 1816 wurden der Kanton dem neuen Kreis Paderborn zugeschlagen und bestand in diesem als Verwaltungsbezirk fort. Er wurde dabei um die Gemeinden Altenbeken, Buke und Schwaney erweitert, die im Königreich Westphalen zum Distrikt Höxter gehört hatten. Der Verwaltungsbezirk wurde auch als Bürgermeisterei bezeichnet. In den 1830er Jahren wechselte die Gemeinde Stukenbrock aus dem Verwaltungsbezirk Lippspringe in den Verwaltungsbezirk Delbrück.

## Das Amt Lippspringe
Im Rahmen der Einführung der westfälischen Landgemeinde-Ordnung von 1841 wurden aus den Verwaltungsbezirken unterhalb der Kreisebene, sofern es sich nicht um Städte gemäß der revidierten Städteordnung handelte, Ämter gebildet. Im Kreis Paderborn wurde dadurch aus dem Verwaltungsbezirk Lippspringe das Amt Lippspringe. Das Amt umfasste die Stadt Lippspringe sowie die Gemeinden Altenbeken, Benhausen, Buke, Marienloh, Neuenbeken und Schwaney. 
1879 wurde der Weiler Dören aus Gemeinde Benhausen in die Stadt Paderborn umgegliedert.

## Das Amt Altenbeken
1921 erhielt die Stadt Lippspringe die Bürgermeisterverfassung im Sinne der westfälischen Städteordnung und schied damit aus dem Amt Lippspringe aus. Dieses erhielt den Namen Amt Altenbeken. Am 1. Januar 1969 schied die Gemeinde Marienloh aus dem Amt aus und wurde in die Stadt Paderborn eingemeindet.
Die folgenden Daten stammen vom 27. Mai 1970:
1. Altenbeken*: 25,93 km², 3474 Ew.
2. Benhausen: 9,80 km², 1107 Ew.
3. Buke: 16,73 km², 971 Ew.
4. Neuenbeken: 17,48 km², 1552 Ew.
5. Schwaney: 30,94 km², 1645 Ew.

Durch das Sauerland/Paderborn-Gesetz wurde das Amt Altenbeken zum 1. Januar 1975 aufgelöst. Benhausen und Neuenbeken wurden in die Stadt Paderborn eingemeindet. Altenbeken wurde mit Buke und Schwaney zur neuen Gemeinde Altenbeken zusammengeschlossen, Rechtsnachfolgerin des Amtes ist die Gemeinde Altenbeken.

## Einwohnerentwicklung
| Jahr | Einwohner       | Einwohner             | Quelle |
|      | Amt Lippspringe | Amt Lippspringe       |        |
| ---- | --------------- | --------------------- | ------ |
| 1818 | 05928 1         | 05928 1               | [ 11 ] |
| 1843 | 6028            | 6028                  | [ 11 ] |
| 1871 | 6552            | 6552                  | [ 11 ] |
| 1910 | 9471            | 9471                  | [ 12 ] |
|      | Amt Altenbeken  | Stadt Bad Lippspringe |        |
| 1925 | 6172            | 4894                  | [ 13 ] |
| 1939 | 6597            | 5604                  | [ 14 ] |
| 1950 | 9345            | 8253                  | [ 15 ] |
| 1961 | 8868            | 8762                  | [ 15 ] |
| 1970 | 08749 2         | 9751                  | [ 15 ] |